# Delfino Pescara 1936 2021-2022
Questa voce raccoglie le informazioni riguardanti il Delfino Pescara 1936 nelle competizioni ufficiali della stagione 2021-2022.

## Stagione
Nella stagione 2021-2022 il Pescara disputa il girone B del campionato di Serie C, allenato da Gaetano Auteri raccoglie 65 punti che valgono il quinto posto finale. A tre giornate dal termine del torneo viene esonerato Auteri, sostituito da Luciano Zauri. Il Pescara supera i primi due turni dei Play-off con due pareggi interni sfruttando al meglio il buon piazzamento ottenuto in campionato, (2-2) con la Carrarese nel primo, e (2-2) con il Gubbio il secondo turno. Poi nel primo turno nazionale incrocia la Feralpisalò, a Pescara termina (3-3) mentre il 12 maggio a Salò perde con i Leoni del Garda (2-1) chiudendo la stagione. La squadra adriatica trova in questa stagione un finalizzatore di razza nell'argentino Franco Ferrari, prelevato dal Como, che firma 17 reti in campionato. Nella Coppa Italia di Serie C nel primo turno il Pescara supera (2-0) l'Olbia, nel secondo turno supera (2-0) il Grosseto, mentre negli ottavi di finale esce dal torneo superato (1-0) dal Teramo.

## Organigramma societario
Area direttiva
- Presidente: Daniele Sebastiani
- Presidente onorario: Vincenzo Marinelli
- Vice-presidente: Gabriele Bankowski
- Direttore sportivo: Luca Matteassi

Area tecnica
- Allenatore: Gaetano Auteri poi Luciano Zauri
- Viceallenatore: Damiano Proto poi Cristiano Del Grosso
- Resp. prep. atletico: Ermanno Ciotti
- Resp. sanitario: dott.ssa Emanuele Spada

## Rosa
Rosa aggiornata al 31 agosto 2021.
| N. |                      | Ruolo | Calciatore           |
| -- | -------------------- | ----- | -------------------- |
| 1  | Italia (bandiera)    | P     | Nicolò Radaelli      |
| 2  | Italia (bandiera)    | D     | Gianluca Longobardi  |
| 3  | Italia (bandiera)    | D     | Alessio Rasi         |
| 5  | Argentina (bandiera) | D     | Julián Illanes       |
| 6  | Italia (bandiera)    | C     | Mirko Valdifiori     |
| 7  | Italia (bandiera)    | A     | Eugenio D'Ursi       |
| 8  | Albania (bandiera)   | C     | Ledian Memushaj      |
| 9  | Argentina (bandiera) | A     | Franco Ferrari       |
| 10 | Italia (bandiera)    | A     | Guido Marilungo      |
| 11 | Italia (bandiera)    | A     | Cristian Galano      |
| 11 | Italia (bandiera)    | A     | Iacopo Cernigoi      |
| 13 | Italia (bandiera)    | D     | Davide Zappella      |
| 14 | Italia (bandiera)    | P     | Alessandro Iacobucci |
| 15 | Italia (bandiera)    | C     | Simone Madonna       |
| 16 | Ghana (bandiera)     | C     | Amadou Diambo        |
| 17 | Italia (bandiera)    | A     | Nicola Rauti         |
| 18 | Italia (bandiera)    | D     | Mirko Drudi          |
| 19 | Italia (bandiera)    | C     | Carlo De Risio       |

| N. |                           | Ruolo | Calciatore            |
| -- | ------------------------- | ----- | --------------------- |
| 20 | Italia (bandiera)         | C     | Simone Pontisso       |
| 21 | Italia (bandiera)         | C     | Marco Pompetti        |
| 22 | Italia (bandiera)         | P     | Alessandro Sorrentino |
| 23 | Italia (bandiera)         | D     | Tommaso Cancellotti   |
| 24 | Serbia (bandiera)         | A     | Miloš Bočić           |
| 27 | Italia (bandiera)         | D     | Davide Veroli         |
| 28 | Italia (bandiera)         | D     | Gianmarco Ingrosso    |
| 29 | Belgio (bandiera)         | D     | Mardochée Nzita       |
| 30 | Italia (bandiera)         | A     | Michael De Marchi     |
| 33 | Italia (bandiera)         | P     | Raffaele Di Gennaro   |
| 38 | Italia (bandiera)         | D     | Paolo Frascatore      |
| 43 | Moldavia (bandiera)       | A     | Vladislav Blănuță     |
| 44 | Spagna (bandiera)         | C     | Arman Lazcano         |
| 52 | Italia (bandiera)         | A     | Marco Chiarella       |
| 68 | Italia (bandiera)         | D     | Mario Ierardi         |
| 79 | Costa d'Avorio (bandiera) | C     | Siriki Sanogo         |
| 91 | Italia (bandiera)         | C     | Giuseppe Rizzo        |
| 97 | Italia (bandiera)         | C     | Luca Clemenza         |

## Calciomercato

### Sessione invernale(dall'1/1/22 al 31/1/22)
| Acquisti | Acquisti        | Acquisti | Acquisti   |
| R.       | Nome            | da       | Modalità   |
| -------- | --------------- | -------- | ---------- |
| D        | Mario Ierardi   | Vicenza  | prestito   |
| C        | Carlo De Risio  | Bari     | prestito   |
| C        | Arman Lazcano   | UE Sants | definitivo |
| C        | Simone Pontisso | Vicenza  | definitivo |
| A        | Iacopo Cernigoi | Seregno  | prestito   |

| Cessioni | Cessioni         | Cessioni    | Cessioni      |
| R.       | Nome             | da          | Modalità      |
| -------- | ---------------- | ----------- | ------------- |
| P        | Nicolò Radaelli  | ASD Alcione | prestito      |
| D        | Siriky Sanogo    | Benevento   | fine prestito |
| C        | Giuseppe Rizzo   | Messina     | prestito      |
| C        | Mirko Valdifiori |             | svincolato    |
| C        | Guido Marilungo  | Ternana     | fine prestito |

## Risultati

### Serie C

#### Girone di andata
| Arbitro: | Di Graci (Como) |

|                          |           |              |
| Nzita 35’ Zappella 90+1’ | Marcatori | 63’ Faggioli |

| Arbitro: | Perenzoni (Rovereto) |

|                 |           |                            |
| Battistella 34’ | Marcatori | 13’ De Marchi 79’ Memushaj |

| Arbitro: | Frascaro (Firenze) |

|                             |           |                              |
| Clemenza 2’ Cancellotti 84’ | Marcatori | 33’ (rig.) Cannavò 72’ Rubin |

| Arbitro: | Giordano (Novara) |

|            |           |                            |
| Lischi 71’ | Marcatori | 42’ Memushaj 88’ De Marchi |

| Arbitro: | Virgilio (Trapani) |

|                  |           |                      |
| F. Ferrari 90+3’ | Marcatori | 5’ (rig.) Volpicelli |

| Arbitro: | Moriconi (Roma) |

|                               |           |                   |
| Arena 7’ Cittadino 63’ (rig.) | Marcatori | 37’, 77’ Memushaj |

| Arbitro: | Maranesi (Ciampino) |

|                           |           |                                                |
| D'Ursi 40’ F. Ferrari 61’ | Marcatori | 34’ Guglielmotti 74’ Lanini 90’ (rig.) Zamparo |

| Arbitro: | Gualtieri (Asti) |

|                           |           |                            |
| Lescano 37’ Schenetti 62’ | Marcatori | 25’ De Marchi 72’ Pompetti |

| Arbitro: | F. Longo (Paola) |

|                                     |           |                 |
| F. Ferrari 41’ (rig.) De Marchi 48’ | Marcatori | 51’ (rig.) Nepi |

| Arbitro: | Monaldi (Macerata) |

|                |           |                              |
| F. Ferrari 25’ | Marcatori | 5’ Mosti 41’ (rig.) Ogunseye |

| Arbitro: | N. Marini (Trieste) |

|                |           |                |
| Pezzella 45+2’ | Marcatori | 47’ F. Ferrari |

| Arbitro: | Giaccaglia (Jesi) |

|           |           |  |
| Drudi 84’ | Marcatori |  |

| Arbitro: | Di Cairano (Ariano Irpino) |

|                  |           |  |
| Nzita 83’ (aut.) | Marcatori |  |

| Arbitro: | Galipò (Firenze) |

|                       |           |                 |
| F. Ferrari 41’ (rig.) | Marcatori | 85’ Bernardotto |

| Arbitro: | Delrio (Reggio Emilia) |

|                           |           |           |
| Milani 45+2’ Magnaghi 68’ | Marcatori | 78’ Rauti |

| Pescara 28 novembre 2021, ore 14:30 CET 16ª giornata | Pescara           | 0 – 0 referto | Lucchese | Stadio Adriatico-Giovanni Cornacchia (2 295 spett.)\| Arbitro: \| Sfira (Pordenone) \| |
| Arbitro:                                             | Sfira (Pordenone) |               |          |                                                                                        |

| Arbitro: | Bonacina (Bergamo) |

|              |           |                             |
| Cretella 83’ | Marcatori | 31’ F. Ferrari 44’ Clemenza |

| Arbitro: | Villa (Rimini) |

|                      |           |  |
| Diambo 27’ Rauti 77’ | Marcatori |  |

| Arbitro: | Rinaldi (Bassano del Grappa) |

|  |           |                |
|  | Marcatori | 50’ F. Ferrari |

#### Girone di ritorno
| Arbitro: | Andreano (Prato) |

|             |           |              |
| Rolfini 22’ | Marcatori | 36’ Pompetti |

| Arbitro: | Caldera (Como) |

|              |           |              |
| Pompetti 40’ | Marcatori | 58’ Petrelli |

| Arbitro: | Iacobellis (Pisa) |

|  |           |                          |
|  | Marcatori | 9’ Cernigoi 61’ Zappella |

| Arbitro: | Ancora (Roma) |

|                                       |           |                                   |
| F. Ferrari 3’, 90+2’ Rauti 32’, 45+1’ | Marcatori | 9’ (rig.) Gambale 53’ Intinacelli |

| Arbitro: | Maggio (Lodi) |

|                |           |                                     |
| Volpicelli 67’ | Marcatori | 27’ F. Ferrari 32’ D'Ursi 39’ Rauti |

| Arbitro: | Kumara (Verona) |

|                                           |           |              |
| Ierardi 30’ Clemenza 67’ F. Ferrari 90+2’ | Marcatori | 50’ Spalluto |

| Arbitro: | Gualtieri (Asti) |

|                                |           |  |
| Zamparo 9’ (rig.) Radrezza 79’ | Marcatori |  |

| Pescara 17 febbraio 2022, ore 21:00 CET 27ª giornata | Pescara        | 0 – 0 referto | Virtus Entella | Stadio Adriatico-Giovanni Cornacchia (1 590 spett.)\| Arbitro: \| Luciani (Roma) \| |
| Arbitro:                                             | Luciani (Roma) |               |                |                                                                                     |

| Arbitro: | Mirabella (Napoli) |

|              |           |                   |
| Cognigni 17’ | Marcatori | 61’ (rig.) D'Ursi |

| Arbitro: | Collu (Cagliari) |

|               |           |  |
| Minesso 90+4’ | Marcatori |  |

| Arbitro: | Grasso (Ariano Irpino) |

|                                   |           |                 |
| Favalli 44’ (aut.) F. Ferrari 55’ | Marcatori | 90+3’ Ardemagni |

| Arbitro: | Sfira (Pordenone) |

|             |           |                                 |
| La Rosa 23’ | Marcatori | 85’ F. Ferrari 90+6’ Frascatore |

| Arbitro: | Fiero (Pistoia) |

|           |           |  |
| Drudi 29’ | Marcatori |  |

| Teramo 19 marzo 2022, ore 17:30 CET 33ª giornata | Teramo             | 0 – 0 referto | Pescara | Stadio Gaetano Bonolis (3 182 spett.)\| Arbitro: \| Virgilio (Trapani) \| |
| Arbitro:                                         | Virgilio (Trapani) |               |         |                                                                           |

| Arbitro: | Marotta (Sapri) |

|              |           |            |
| Clemenza 59’ | Marcatori | 88’ Mutton |

| Arbitro: | D'Eusanio (Faenza) |

|                          |           |                |
| Visconti 48’ Belloni 50’ | Marcatori | 55’ F. Ferrari |

| Arbitro: | Madonia (Palermo) |

|                           |           |            |
| D'Ursi 14’ F. Ferrari 39’ | Marcatori | 28’ Bruzzo |

| Arbitro: | Arace (Lugo di Romagna) |

|             |           |                                       |
| Moretti 39’ | Marcatori | 21’ D'Ursi 44’ F. Ferrari 52’ Illanes |

| Arbitro: | Cavaliere (Paola) |

|                           |           |                        |
| Clemenza 36’ Pompetti 46’ | Marcatori | 26’ Liviero 67’ Angeli |

### Play-off

#### Spareggi
| Arbitro: | Bitonti (Bologna) |

|                  |           |                          |
| Cernigoi 8’, 79’ | Marcatori | 21’ Pasciuti 34’ D'Auria |

| Arbitro: | Cascone (Nocera Inferiore) |

|                           |           |                            |
| Pompetti 44’ Pontisso 68’ | Marcatori | 12’ Formiconi 42’ Spalluto |

#### Fase nazionale
| Arbitro: | Carella (Bari) |

|                                    |           |                                         |
| Memushaj 6’ Cernigoi 68’ Rauti 73’ | Marcatori | 21’ Spagnoli 52’ Di Molfetta 60’ Legati |

| Arbitro: | Acanfora (Castellammare di Stabia) |

|                          |           |              |
| Guerra 51’ Siligardi 58’ | Marcatori | 81’ Clemenza |

### Coppa Italia Serie C

#### Turni eliminatori
| Arbitro: | Leone (Barletta) |

|                            |           |  |
| Galano 71’ Cancellotti 77’ | Marcatori |  |

| Arbitro: | Taricone (Perugia) |

|                         |           |  |
| Zappella 40’ D'Ursi 51’ | Marcatori |  |

#### Fase finale
| Arbitro: | Bordin (Bassano del Grappa) |

|           |           |  |
| Viero 51’ | Marcatori |  |

## Statistiche

### Statistiche di squadra
Statistiche aggiornate al 1º luglio 2021.
| Competizione         | Punti            | In casa | In casa | In casa | In casa | In casa | In casa | In trasferta | In trasferta | In trasferta | In trasferta | In trasferta | In trasferta | Totale | Totale | Totale | Totale | Totale | Totale | DR  |
| Competizione         | Punti            | G       | V       | N       | P       | Gf      | Gs      | G            | V            | N            | P            | Gf           | Gs           | G      | V      | N      | P      | Gf     | Gs     | DR  |
| -------------------- | ---------------- | ------- | ------- | ------- | ------- | ------- | ------- | ------------ | ------------ | ------------ | ------------ | ------------ | ------------ | ------ | ------ | ------ | ------ | ------ | ------ | --- |
| Serie C              | 58               | 17      | 8       | 7       | 2       | 26      | 17      | 17           | 7            | 6            | 4            | 22           | 18           | 34     | 15     | 13     | 6      | 48     | 35     | +13 |
| Coppa Italia Serie C | Ottavi di finale | 2       | 2       | 0       | 0       | 4       | 0       | 1            | 0            | 0            | 1            | 0            | 1            | 3      | 2      | 0      | 1      | 4      | 1      | +3  |
| Totale               | -                | 19      | 10      | 7       | 2       | 30      | 17      | 18           | 7            | 6            | 5            | 22           | 19           | 37     | 17     | 13     | 7      | 52     | 36     | +16 |

### Andamento in campionato
| Giornata  | 1 | 2 | 3 | 4 | 5 | 6 | 7 | 8 | 9 | 10 | 11 | 12 | 13 | 14 | 15 | 16 | 17 | 18 | 19 | 20 | 21 | 22 | 23 | 24 | 25 | 26 | 27 | 28 | 29 | 30 | 31 | 32 | 33 | 34 | 35 | 36 | 37 | 38 |
| --------- | - | - | - | - | - | - | - | - | - | -- | -- | -- | -- | -- | -- | -- | -- | -- | -- | -- | -- | -- | -- | -- | -- | -- | -- | -- | -- | -- | -- | -- | -- | -- | -- | -- | -- | -- |
| Luogo     | C | T | C | T | C | T | C | T | C | C  | T  | C  | T  | C  | T  | C  | T  | C  | T  | T  | C  | T  | C  | T  | C  | T  | C  | T  | T  | C  | T  | C  | T  | C  | T  | C  | T  | C  |
| Risultato | V | V | N | V | N | N | P | N | V | P  | N  | V  | P  | N  | P  | N  | V  | V  | V  | N  | N  | V  | V  | V  | V  | P  | N  | N  | P  | V  | V  | V  | N  | N  | P  | V  | V  | N  |
| Posizione | 5 | 1 | 2 | 1 | 1 | 3 | 4 | 4 | 4 | 6  | 5  | 4  | 4  | 6  | 7  | 6  | 5  | 5  | 4  | 5  | 5  | 5  | 5  | 4  | 4  | 5  | 5  | 5  | 5  | 5  | 4  | 4  | 4  | 5  | 5  | 5  | 5  | 5  |

Legenda:

Luogo: C = Casa; T = Trasferta. Risultato: V = Vittoria; N = Pareggio; P = Sconfitta.